# Бо Пу
Бо Пу (白樸, 1226—1306) — китайський драматург і поет часів династії Юань.

## Життєпис
Народився 1226 року в місцині на території сучасної провінції Хебей. Походив з родини впливових чиновників династі Цзінь. Через деякий час після початку війни з Монгольською державою Бо Пу у 1232 році разом з матір'ю перебирається до столиці імперії Кайфена. 1233 року Кайфен захопили монголи, й мати Бо Пу потрапила у полон. Бо Пу опинився під опікою друга батька Юань Хаовена, який значно вплинув на майбутнього драматурга й поета. Незабаром вони перебралися до теперішньої провінції Шаньсі. 1280 року Бо Пу вирушає до міста Цзінлін (сучасний Нанкін). Тут Бо Пу пише й ставить свої перші твори. Відомість Бо Пу сягає імператорів династії Юань. Наприкінці життя він перебирається до столиці імперії Даду. Тут обіймає посаду у Відомстві протоколу. Помер у 1306 році.

## Творчість
Бо Пу є автором 16 драм. Його вважають одним з чотирьох найвизначніших драматургів династії Юань. Найвідомішими є драми: «Осінньої вночі Сюань-цзуна засмучує дощ у чинари» (створена на сюжет з історії царювання Сюань-цзуна), «За стіною», «Романс Східної стіни», «Дощ на повловнії», «Метелик», «Мрія Цянтана».
Також відомий своїми віршами у жанрі ци, більшість яких увійшла до збірки «Небесна сопілка».